# Sint-Andries
Sint-Andries és un antic municipi de Bèlgica a la província de Flandes Occidental, que des del 1971 va fusionar amb la ciutat de Bruges. El 2014, el poble tenia 15.892 habitants, sobre una superfície de 20,6 km². Limita al nord amb el nucli històric de Bruges i el poble de Meetkerke, a ponent amb el poble de Varsenare i Snellegem, a llevant amb Sint-Michiels i Loppem i a migdia amb Zedelgem.
Fins al segle xix era un poble rural, molt boscós a la part meridional. La terra arrenosa no és gaire rica, excepta a l'entorn del Canal Bruges-Oostende on és més argilosa. A poc a poc, les nissagues benestants de Bruges hi van crear cases d'estiueig, en les terres de l'abolida abadia de Sant Andreu. Sovint són anomenats «castells» sense tenir gaire història de castell defensiu, al mig de grans jardins i parcs.

## Història
El municipi es va instituir el1796 per la reforma que l'administració francesa va posar en planta. Va fusionar les antigues parròquies de sant Bavó, la part septentrional, i Andreu la part meridional, que fins a la revolució francesa, tenen una història separada.

### Sint-Andries
El poble es va crear a l'entorn de l'Abadia de Sant Andreu, fundat el 22 de febrer de 1100, a la confluència de tres carreters majors: cap a Cassel, cap a Oudenburg i cap a Gistel. L'església de Sant Andreu i Santa Anna de l'abadia tamba servia d'església parròquial.
Durant l'ocupació francesa, l'abadia va ser confiscat. El 1796 va ser venut com a bé nacional i enderrocat. Només en queda una part del campanar del 1530, a costat de l'església parroquial, reconstruït en estil neogòtic pels arquitectes Pierre Buyck i Deshuyser.

### Sint-Baafs
Es van trobar traces d'un assentament de la darreria del Neolític. Pertanyia a l'amt de Sijsele. El primer esment de la parròquia de sant Bavó data del 1216. El 1275 Margarida II de Flandes en va cedir un troç a la ciutat de Bruges, en plena expansió. Va ser delimitat per pals, una situació que sobreviu en el topònim Paallanden (terres de pals).

### Seglexix-xxi
El 1838 es va estrenar el ferrocarril Bruges-Oostende, que talla el municipi en dues parts. Després de la epidèmia de tifus de 1847-1848, quan la regió de Bruges era una de les més pobres del país, la població es va doblar. Es va començar urbanitzant la zona septentrional de Sint-Baafs, que tocava la ciutat. Uns tallers i petites indústries estretes al centre històric van emigrar al que aleshores era el camp. Aquest moviment d'urbanització continua fins a l'actualitat. Excepte la zona al sud, on es van crear uns parc i boscos públics, i una petita zona agrícola a l'oest, tot el municipi és urbanitzat. La construcció de l'autovia N31 que connecta el port de Zeebrugge amb la xarxa d'autopistes, va crear una barrera important.

## Llocs d'interés
- Abadia Sant Andreu de Zevenkerken
- L'estadi de futbol municipal Jan Breydel, on s'alternen els dos clubs de Bruges: Club Brugge i Cercle Brugge[4]
- Església de Sant Andreu i Santa Anna
- De Refuge («el refugi»), antiga presó de dones en estil neobarroc, de l'arquitecte Charles De Wulf.[5]
- La nova presó «Penitentiair complex» de l'arquitecte Axel Ghyssaert[6]
- Castell de Beisbroek
- Castell i parc Tudor

- De Refuge
- Castell de Beisbroek
centre de natura
- Pont ferroviari del canal Bruges-Oostende
- Castell Tudor i parc
- Típiques cases d'urbanització d'entreguerres
- Estadi de futbol Jan Breydel